# Бекдор
Бекдор (енгл. backdoor — досл. „задња врата”) програм је који инсталирају вируси, црви или тројански коњи (без знања власника) и који служи да трећим особама омогућава несметан и од власника неовлаштен приступ рачунару. Бекдор користи слабости оперативног или заштитних система (заштитног зида или антивирусног програма).
Бекдор је термин који се у енглеском језику користи за врата према дворишној страни куће. То су врата која су најслабије заштићена и одакле провалници најлакше улазе у кућу.